# Fasentheorie van Rostow
De fasentheorie van Rostow is een economisch model van economische groei. Volgens dit model van Rostow doorloopt elk land vijf fases van ontwikkelingsland tot ontwikkeld land. In tegenstelling tot centrum-periferiemodellen, zoals de wereld-systeemtheorie van Wallerstein, zou ieder land eenzelfde ontwikkeling doormaken, alleen sommige landen wat eerder dan andere. Daarmee de suggestie aan ontwikkelingslanden om tijdens de Koude Oorlog bij het westerse blok te blijven, dan zal de welvaart vanzelf komen. 
De vijf fases op een rij:
- traditionele maatschappij: weinig technologie, landbouw domineert, statische maatschappij;
- voorwaarden voor sprong voorwaarts: de landbouw produceert een overschot en er is vooruitgang in onderwijs en financiering;
- sprong voorwaarts (take-off): alle economische activiteiten ondervinden een technologische vooruitgang. Door continue investeringen blijft de economische groei de bevolkingsgroei voor;
- volle ontwikkeling (maturity): de nadruk op zware industrie verschuift naar een geavanceerder lichte industrie;
- massaconsumptie: het welvaartsniveau is dusdanig dat een groot deel van de bevolking zich meer kan veroorloven dan alleen voeding, kleding en onderdak.

Elke stap duurt ongeveer 20 jaar, dus na 80-100 jaar zou een land ontwikkeld zijn tot een moderne, westerse samenleving.
In de tijd dat Rostow deze moderniseringstheorie ontwikkelde, was hij politiek adviseur van president Kennedy. Hij baseerde de theorie op de ontwikkeling van het Verenigd Koninkrijk.
De belangrijkste veronderstellingen in de moderniseringstheorie zijn dat modernisering bestaat uit een:
- gefaseerd proces waarbij de verschillende fases voor elke maatschappij hetzelfde zijn;
- proces om te worden als de Europese/Noord-Amerikaanse maatschappij;
- onomkeerbaar proces;
- progressief proces; de prijs die ervoor betaald moet worden is voor sommigen in de maatschappij hoog, maar dit is het waard;
- langdurig proces;
- transformatief proces waarbij oude, traditionele normen en waarden losgelaten moeten worden;
- gepland proces waarin de staat een leidende rol heeft, ondersteund door hulp uit het Westen.

Kritiek op zijn theorie:
- zwakke, simplistische theorie, die los staat van culturele context;
- cultureel imperialisme: modernisering staat gelijk aan verwesterlijking;
- moderne samenlevingen worden als superieur gezien boven traditionele samenlevingen;
- ontwikkeling is geen lineair proces;
- massaconsumptie is het ultieme doel, dit gaat voorbij aan duurzaamheid.

## Naslagwerken
- (en)  Rostow, Walt The Stages of Economic Growth: A non-communist manifesto (1960) ISBN 9780521409285
- (en)  Rostow, Walt Politics and the stages of growth (1971) ISBN 0521081971